# John Westbergh
John Westbergh (* 6. August 1915 in Myckelgensjö, Örnsköldsvik; † 12. November 2002 in Bredbyn, Örnsköldsvik) war ein schwedischer nordischer Skisportler.

## Werdegang
Westbergh startete bei den Nordischen Skiweltmeisterschaften 1938 in Lahti in der Kombination, im Skispringen und im Skilanglauf. Im Langlauf-Einzel über 18 km erreichte er dabei mit einer Zeit von 1:14,13 h den 28. Platz. Im Skispringen erreichte er im ersten Durchgang 49,5 Meter und stürzte im zweiten Durchgang. Damit erreichte er am Ende den 84. Platz. In der Nordischen Kombination gewann er hinter dem Norweger Olaf Hoffsbakken die Silbermedaille. Im gleichen Jahr gewann Westbergh das 18-km-Skilanglaufrennen beim Holmenkollen Ski Festival. Der für den Verein Anundsjö IF startende Westbergh gewann ebenfalls 1938 die Schwedischen Meisterschaften in der Nordischen Kombination. Ein Jahr später gehörte Westbergh erneut zum Aufgebot für die Nordischen Skiweltmeisterschaften 1939 in Zakopane. Dabei gewann er mit der 4 × 10-km-Skilanglaufstaffel erneut Silber. Zwischen 1940 und 1942 gewann Westbergh noch dreimal den schwedischen Meistertitel.
Bei den Olympischen Winterspielen 1936 in Garmisch-Partenkirchen gewann er im Militärpatrouillenlauf, der als Demonstrationswettkampf ausgetragen wurde, zusammen mit Gunnar Wåhlberg, Seth Olofsson und Johan Wiksten die Bronzemedaille.